# Moca (Guinea Equatoriale)
Moca è una città della Guinea Equatoriale. Si trova nella Provincia di Bioko Nord, sull'isola di Bioko, nel golfo di Guinea.